# Масленников, Михаил Иванович

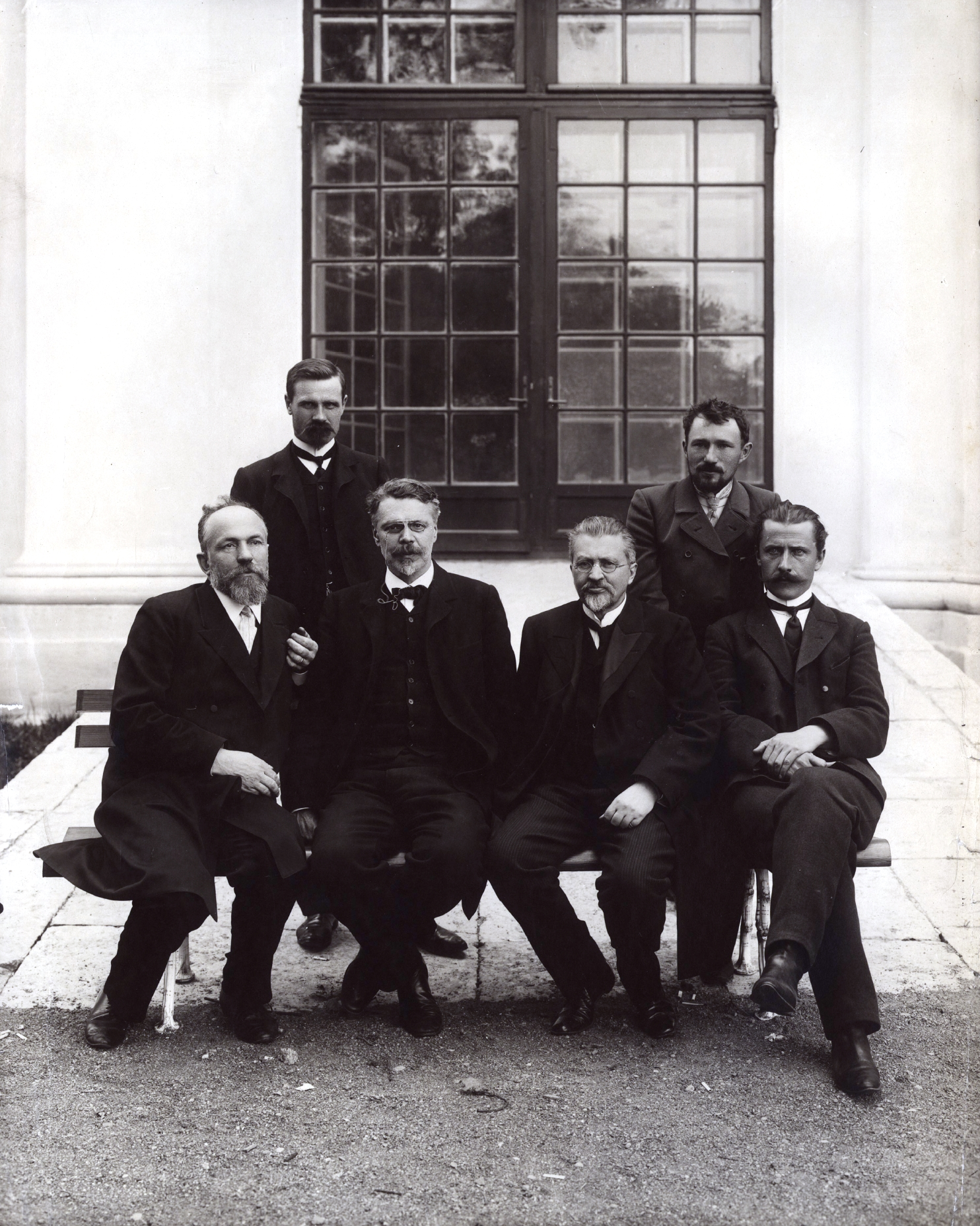
Депутаты I Государственной Думы от Тверской губернии (сидят слева направо) А. С. Медведев, Ф. И. Родичев, И. И. Петрункевич, М. И. Масленников, (стоят слева направо) В. Е. Карандашев, Н. И. Ромашёв

Михаил Иванович Масленников (1870 — ?) — депутат Государственной думы I созыва от Тверской губернии.

## Биография
Из мещан города Бежецка. Учился на медицинском факультете Московского университета. Студентом из-за участия в студенческих организациях 2 года находился под негласным надзором. По одним данным, был исключён за причастность к политическому делу; по другим данным, окончил университет в 1894 году. Заведовал лечебно-продовольственным пунктом в Херсонской губернии. Позднее в течение 8 лет служил в Воронежском земстве. Затем в течение 3 лет являлся земским страховым агентом в городе Бежецк Тверской губернии. Там же работал помощником секретаря уездной земской управы. Работал на переселенческих пунктах и на пунктах сельскохозяйственных рабочих. По одним данным, член партии Народной свободы, по другим — официально к ней не принадлежал и характеризуется как внепартийный. По политическим взглядам был левее партии кадетов.
26 марта 1906 года был избран в Государственную думу I созыва от общего состава выборщиков Тверского губернского избирательного собрания. Входил в состав Конституционно-демократической фракции. Подписал законопроект «42-х» по аграрному вопросу, законопроект «О гражданском равенстве» и законопроект «О собраниях». Выступил по вопросу об отмене смертной казни.
10 июля 1906 года подписал «Выборгское воззвание» и позднее был осуждён по ст. 129, ч. 1, п. п. 51 и 3 Уголовного Уложения, приговорён к 3 месяцам тюрьмы и лишён права баллотироваться на любые выборные должности.
В июле 1917 года был избран гласным Киевской городской думы по списку кадетов. Дальнейшая судьба неизвестна.